# クリス・スフィーリス
クリス・スフィーリス（Chris Spheeris、/ˈsfɪərɪs/、ギリシャ語: Χρήστος Σφυρής、1956年6月8日 - ）は、ギリシャ系アメリカ人のインストゥルメンタル作曲家。彼は音楽プロデューサー、ボーカリスト、マルチ楽器奏者である。また、クリスはペネロペ・スフィーリスと彼女の弟ジミー・スフィーリスのいとこである。ウィスコンシン州ミルウォーキーで生まれたクリスは、10代の頃からギターで曲を書き始めた。1985年、クリスは映画のための作曲を始めた。映画製作者のチップ・ダンカンとの共同作品には、テレビ・シリーズ『Is Anyone Listening』、シリーズ『Mystic Lands』（ディスカバリー・ネットワークス）、『In a Just World』（PBS）、および『Life & Death of Glaciers』（ディスカバリー・エデュケーション）というタイトルの学校教育作品がある。

## ディスコグラフィ

### アルバム
- Spheeris and Voudouris (1978年) ※with ポール・ブードーリス[3]
- Points of View (1980年) ※with ポール・ブードーリス
- Primal Tech Music (1982年)
- Desires of the heart (1984年)
- 『天使からのほほえみ』 Pathways to surrender (1988年)
- Enchantment (1990年) ※with ポール・ブードーリス
- Culture (1993年)
- Desires (1994年)
- Passage (1994年) ※with ポール・ブードーリス
- Europa (1995年) ※with ポール・ブードーリス
- Mystic traveller (1996年)
- Eros (1997年)
- Dancing with the Muse (1999年)
- Adagio (2001年)
- Brio (2001年)
- Maya (and the Eight Illusions) (2011年)
- Respect (2013年)
- Across Any Distance (2014年)
- Romances For Piano (2014年)
- Mujeres al Alba (2019年)

### コンピレーション・アルバム
- Crystal Dreams (1998年)
- Platinum (2000年)
- Best Dreams Mystic Hits Vol 18 (2001年)
- The Best 1990–2000 (2001年)
- Mediterranean Cafe (2004年)
- Essentials (2005年)
- Greatest Hits (2009年)

### シングル
- "Allura" (2000年)
- "Hear to Here" (2021年)